# Pâ (departamento)
Pâ es un departamento de la provincia de Balé, en la región Boucle du Mouhoun, Burkina Faso. A 1 de julio de 2018 tenía una población estimada de 29 442 habitantes.
Se encuentra ubicado en el centro-oeste del país, cerca de la principal ruta de Uagadugú a Bobo-Dioulasso y del parque nacional de Deux Balés, famoso por sus manadas de elefantes.